# Stark System
Stark System è un film italiano del 1980 diretto da Armenia Balducci, che ha anche collaborato alla stesura della sceneggiatura.

## Trama
Dopo un passato eroico nell'arma dei carabinieri, Stark intraprende la carriera cinematografica accompagnato da Eddy, sua controfigura e segretario personale.
Il protagonista è ansiosamente in attesa delle reazioni della critica chiamata a vedere in anteprima il suo sesto film poliziesco. Le prime indiscrezioni sono terribili, ma il suo fidato compagno riuscirà a rincuorarlo giusto in tempo per assistere al trionfo al botteghino.
Con l'entusiasmo ritrovato i due ripartono per una nuova avventura con il loro storico produttore.

## Critica
La pellicola è una satira dalle tinte grottesche, sul mondo del cinema e dello spettacolo.